# Humorist (häst)
Ordet humorist avser också en person som ägnar sig åt humor
Humorist, född 1918, död 1921, var ett engelskt fullblod, mest känd för att ha segrat i Epsom Derby (1921). Humorist förbryllade alla med sin ombytliga hälsa som ena dagen vacklade för att nästa dag vara på topp. Han dog en söndagseftermiddag direkt efter att konstnären Alfred Munnings hade målat hans porträtt.  
Humorist var en häst med stor kapacitet som förundrade sin ägare och uppfödare Jack Joel med sitt ombytliga humör. Det berättades att Humorist kunde vara glad, sprallig och jättehet en dag för att dagen efter vara slö och vägra äta. Inte ens de bästa veterinärerna i området kunde hitta något fel på Humorist. Säsongen efteråt fick Humorist en hemsk hosta som gick över lika snabbt och Humorist blev ett mysterium. Han var segertippad i flera lopp och ledde i flera varv men många av loppen slutade likadant. Sista raksträckan blev Humorist så trött att han stapplade och förlorade. 
Trots alla förluster visste Jack Joel att hästen hade mer kapacitet och anmälde honom till det engelska derbyt trots att många tyckte att hästen borde tränas under en längre tid för att få upp konditionen. Under loppet visade Humorist dock prov på sina krafter och vann över den segertippade rivalhästen Craig-an-Eran. Men Humorist var så slutkörd och trött att han skakade när han stod i vinnarcirkeln.  
3 veckor efter löpet anlitade Jack Joel konstnären Alfred Munnings för att rita av Humorists porträtt. Bara en halvtimme efter att porträttet målats hittades Humorist död i sin box med blod rinnande ur näsborrarna. En obduktion visade att Humorist enbart hade en lunga och att hästen hade kvävts då han inte fick nog med syre. Humorist begravdes på gården jämte sin pappa och sin syster i Childwick Bury. Hans grav markerades med en stor sten och en urna fylld med blommor. Graven kan besökas än i dag och är oftast översållad med blommor.